# Wielersport op de Olympische Zomerspelen 2016 – Tijdrit vrouwen
De individuele tijdrit voor de vrouwen op de Olympische Zomerspelen 2016 vond plaats op woensdag 10 augustus 2016. De Amerikaanse Kristin Armstrong won de gouden medaille in 2012 en verdedigde met succes haar olympische titel in Rio. 24 andere wielrenners uit 18 landen deden ook mee. Onder de deelnemers bevonden zich onder anderen de Belgische Ann-Sophie Duyck, de Britse Emma Pooley, Olga Zabelinskaja namens Rusland en namens Nederland Anna van der Breggen en oud-wereldkampioene Ellen van Dijk. De twee wielrensters die in 2014 en 2015 wereldkampioen tijdrijden werden, respectievelijk Lisa Brennauer uit Duitsland en Linda Villumsen uit Nieuw-Zeeland, behoren ook tot het deelnemersveld.
Het parcours van de olympische tijdrit besloeg bijna 30 kilometer, beginnend op de Estrada do Pontal. De wielrenner begon na tweeënhalve kilometer aan de ronde bij de Grumaribuurt. Deze ronde, die ook voorkwam in het parcours voor de wegwedstrijd is circa 25 kilometer lang, telt twee klimmen en een kasseienstrook en werd tweemaal afgelegd. De eerste klim bevond zich op 9,7 kilometer van de start, de tweede en steilere klim bevond zich op 19,2 kilometer, hetgeen in de tweede klim werd herhaald. De wielrenner finishte op de locatie waar ook de startstreep was getrokken. 

## Uitslag
| rang   | naam                 | land             | tijd     |
| ------ | -------------------- | ---------------- | -------- |
| Goud   | Kristin Armstrong    | Verenigde Staten | 44:26.42 |
| Zilver | Olga Zabelinskaja    | Rusland          | +0:05.55 |
| Brons  | Anna van der Breggen | Nederland        | +0:11.38 |
| 4      | Ellen van Dijk       | Nederland        | +0:22.32 |
| 5      | Elisa Longo Borghini | Italië           | +0:25.52 |
| 6      | Linda Villumsen      | Nieuw-Zeeland    | +0:28.29 |
| 7      | Tara Whitten         | Canada           | +0:34.74 |
| 8      | Lisa Brennauer       | Duitsland        | +0:56.20 |
| 9      | Katrin Garfoot       | Australië        | +1:08.61 |
| 10     | Evelyn Stevens       | Verenigde Staten | +1:33.66 |
| 11     | Alena Amjaljoesik    | Wit-Rusland      | +1:39.31 |
| 12     | Ashleigh Moolman     | Zuid-Afrika      | +2:02.69 |
| 13     | Karol-Ann Canuel     | Canada           | +2:04.51 |
| 14     | Emma Pooley          | Groot-Brittannië | +2:05.56 |
| 15     | Eri Yonamine         | Japan            | +2:16.67 |
| 16     | Trixi Worrack        | Duitsland        | +2:26.35 |
| 17     | Lotta Lepistö        | Finland          | +2:40.10 |
| 18     | Katarzyna Niewiadoma | Polen            | +3:21.54 |
| 19     | Anna Plichta         | Polen            | +3:33.24 |
| 20     | Hanna Solovej        | Oekraïne         | +3:36.93 |
| 21     | Lotte Kopecky        | België           | +3:43.44 |
| 22     | Christine Majerus    | Luxemburg        | +3:49.75 |
| 23     | Ann-Sophie Duyck     | België           | +3:51.18 |
| 24     | Audrey Cordon        | Frankrijk        | +5:06.45 |
| 25     | Vita Heine           | Noorwegen        | +5:56.97 |

1996: Zoelfia Zabirova ·
2000: Leontien van Moorsel ·
2004: Leontien van Moorsel ·
2008: Kristin Armstrong ·
2012: Kristin Armstrong ·
2016: Kristin Armstrong ·
2020: Annemiek van Vleuten ·
2024: Grace Brown ·